# Saison 2009-2010 de l'ASVEL
L'ASVEL est le nouveau champion de France du basket français, après une belle saison 2008-2009, en ayant fini premier de la saison régulière et champion des playoffs. Pour cette saison 2009-2010, l’ASVEL va défendre son titre dans le championnat de France de basket-ball de Pro A 2009-2010 et retrouve les plus grandes équipes européennes lors de l’Euroligue de basket.

## Effectif
Entraîneur :  Vincent Collet
Assistants :  Pierre Tavano, Nordine Ghrib
| Numéro | Nom                         | Né en | Taille | Nationalité | Poste |
| 7      | Laurent Foirest             | 1973  | 1,97   | France      | 3     |
| 9      | Aymeric Jeanneau            | 1978  | 1,85   | France      | 1     |
| 10     | Benjamin Dewar              | 1981  | 1,96   | États-Unis  | 2-3   |
| 12     | Ali Traoré                  | 1985  | 2,08   | France      | 5     |
| 13     | Eric Campbell               | 1977  | 1,99   | États-Unis  | 4     |
| 8      | Curtis Borchardt            | 1980  | 2,13   | États-Unis  | 5     |
| 6      | Paul Lacombe (espoir)       | 1990  | 1,90   | France      | 1-2   |
| 16     | Bangaly Fofana              | 1989  | 2,10   | France      | 5     |
| 5      | Mindaugas Lukauskis         | 1979  | 1,98   | Lituanie    | 4-3   |
| 14     | Kristjan Kangur             | 1982  | 2,01   | Estonie     | 4     |
| 11     | TJ Parker                   | 1984  | 1,86   | France      | 1-2   |
| 15     | Octavio Dasilveira (espoir) | 1989  | 2,04   | France      | 4     |
| 18     | Jérôme Sanchez (espoir)     | 1990  | 1,95   | France      | 3     |
| 17     | Rawle Marshall              | 1982  | 2,00   | Guyana      | 4-3   |

## Transferts
- En raison de la blessure à la main de l'Américain Curtis Borchardt, L'ASVEL décide de recruter le Français Victor Samnick comme joker.
- L'ASVEL décide de rompre le contrat de Bobby Dixon à la suite de ses mauvaises performances sur le terrain.

### Saison 2009-2010
| Nom                 | Nationalité | Transfert           | Provenance/Destination         | Division                |
| Arrivées            |             |                     |                                |                         |
| Bobby Dixon         | États-Unis  | Transfert définitif | Le Mans                        | Pro A                   |
| Curtis Borchardt    | États-Unis  | Transfert définitif | CB Granada                     | Liga ACB                |
| Mindaugas Lukauskis | Lituanie    | Transfert définitif | Lietuvos Rytas                 | Lietuvos Krepšinio Lyga |
| Thomas Heurtel      | France      | Transfert définitif | Pau Lacq Orthez                | Pro A                   |
| Kristjan Kangur     | Estonie     | Transfert définitif | BC Kalev                       | Ligue baltique          |
| TJ Parker           | France      | Transfert définitif | SLUC Nancy                     | Pro A                   |
| Victor Samnick      | France      | Transfert définitif | SLUC Nancy                     | Pro A                   |
| Rawle Marshall      | Guyana      | Transfert définitif | Cibona Zagreb                  | A1 liga Ožujsko         |
| Départs             |             |                     |                                |                         |
| Chevon Troutman     | États-Unis  | Transfert définitif | Air Avellino                   | Lega A                  |
| Kevin Josse-Rauze   | France      | Transfert définitif | Etoile de Charleville-Mézières | Pro B                   |
| Antoine Eito        | France      | Transfert définitif | Vichy                          | Pro A                   |
| Edwin Jackson       | France      | Transfert définitif | JSF Nanterre                   | Pro B                   |
| Amara Sy            | France      | Transfert définitif | Jam de Bakersfield             | NBA D-League            |
| J. R. Reynolds      | États-Unis  | Transfert définitif | Napoli                         | Lega A                  |
| Nebojsa Bogavac     | Monténégro  | Transfert définitif | Dijon                          | Pro A                   |
| Bobby Dixon         | États-Unis  | Rupture de Contrat  |                                |                         |
| Victor Samnick      | France      | Rupture de Contrat  |                                |                         |